# ユニオンラグズ
ユニオンラグズ（Union Rags、2009年3月3日 - ）は、アメリカ合衆国のサラブレッドの競走馬・種牡馬。2012年のベルモントステークスを制した。

## 経歴

### 出生から初出走まで
デュポン家出身のオーナーブリーダーであるフィリス・ミルズ・ワイスが生産したサラブレッドの牡馬である。フィリスの母アリス・デュポン・ミルズはイギリスの1000ギニーを制したグラッドラグズの馬主であり、ユニオンラグズはそのグラッドラグズの3代先の子孫であった。物静かな馬で、出生時にも死んでいるかのように静かだったという。また、朝食をとったあとすぐ寝てしまうなどとのんびりした性格で、シービスケットの逸話を髣髴させたという。
本来フィリスはユニオンラグズを自前で所持するつもりであったが、税理士のアドバイスにより売却することを選び、2010年9月のキーンランドのイヤリングセールにユニオンラグズを出品、結果145,000ドルでIEAHステーブルに落札された。IEAHステーブルはユニオンラグズをビッグブラウンの管理もしていたフロリダ州オカラのエディ・ウッズ調教師に預け、訓練を積ませたのちに2011年春のファシグ・ティプトン2歳馬セールにユニオンラグズを出品した。
依然としてユニオンラグズの所持を希望していたフィリスは、アドバイザーのラッセル・ジョーンズにこれを買い戻したいという意向を示すと、ジョーンズは「安くても35万、高ければ40万ドルになる」と安い買い物ではないことを示唆したが、それでもフィリスは39万ドルを上限としてセリに参加し、結果385,000ドルで落札することができた。競走馬登録に際して、馬主名義はフィリスのチャッズフォードステーブルが使用されている。

### 2歳時（2011年）
チャッズフォードステーブル名義のもと、ユニオンラグズは新たにマイケル・マッツ調教師に預けられてデビューを迎えた。ユニオンラグズの初戦は7月12日のデラウェアパーク競馬場で行われた未勝利戦（ダート5ハロン）で、これを2着馬に1馬身3/4差をつけて初勝利を挙げると、次いで8月15日のサラトガスペシャルステークス（G2・サラトガ競馬場・ダート6.5ハロン）を土砂降りの不良馬場のなか2着に7馬身1/4差をつける圧勝を見せつけた。ジョーンズはこの勝利について「これは彼女（フィリス）のサラトガでの初の重賞勝利です。サラトガは彼女の両親と縁のある場所なので、とても感慨深いものになったでしょう」と語った。
年内3戦目は10月8日のシャンペンステークス（G1・ベルモントパーク競馬場・ダート8ハロン）で、ユニオンラグズは単勝オッズ2.2倍の1番人気に推されていた。8頭立てのなか、ユニオンラグズは中団5番手につけてレースを進め、最後の直線で内側から抜け出そうとしたが、前の壁が厚く一瞬脚色が鈍った。鞍上のハビエル・カステラーノはここで外側に持ち出して抜け出しに成功、そのまま後続を突き放して、追い上げた2着のアルファに5馬身1/4差をつける圧勝でG1初勝利を手にした。
同年11月5日のブリーダーズカップはチャーチルダウンズ競馬場で行われ、ブリーダーズカップ・ジュヴェナイル（G1・ダート8.5ハロン）において1番人気に支持されたのはユニオンラグズで、単勝オッズは2.1倍と他を大きく引き離す断然人気であった。13頭立てで行われたこの競走で、ユニオンラグズは中団6番手で機を窺う競馬を進めていった。3番人気のハンセンが先頭のまま直線に向かい、残り2ハロンの標識時点でユニオンラグズは大きくよれながらもハンセンまで半馬身差に迫っていた。しかし、よれて失速した分を取り戻すことができず、アタマ差でハンセンの逃げ切りを許して2着に敗れた。
翌年1月16日に2011年度のエクリプス賞が発表され、ユニオンラグズは52票を獲得したものの、194票を集めたハンセンに敗れて年度表彰を逃している。

### 3歳時（2012年）
ユニオンラグズの3歳シーズンはフロリダ戦線から始動し、初戦の2月26日のファウンテンオブユースステークス（G2・ガルフストリームパーク競馬場・ダート8.5ハロン）に登録された。前年手綱を取ったカステラーノに替わって、新たにジュリアン・ルパルーを鞍上に迎えて出走、2着馬に4馬身差をつける楽勝で年内初戦を飾った。続いて3月31日にフロリダ戦線の最重要競走であるフロリダダービー（G1・ガルフストリームパーク・ダート9ハロン）に登録されたユニオンラグズは、当日最終オッズで1.4倍という断然の人気を集めていたが、道中5番手で進んでいたユニオンラグズは最終コーナーから追い上げたものの、逃げていたテイクチャージインディとレベロンの2頭を捕らえることができずに3着に敗れている。
同年のケンタッキーダービー（G1・チャーチルダウンズ・ダート10ハロン）は5月5日の開催で、1番人気にはアーカンソーダービー勝ち馬のボーディマイスターが選ばれ、前走で敗れこそしたもののユニオンラグズは2番人気に据えられていた。レースが始まると人気のボーディマイスターが先頭に立ち、一方でユニオンラグズは最後方に控える競馬となった。コーナーから追い上げを図ったもののすでに遅く、勝ち馬アイルハヴアナザーから大きく離された7着に敗れている。
ダービーの敗戦後、ユニオンラグズ陣営は2冠目のプリークネスステークスを回避して、6月9日のベルモントステークス（G1・ベルモントパーク競馬場・ダート12ハロン）に狙いを絞り、新たな乗り役としてジョン・ヴェラスケスを迎え入れた。同年のベルモントステークスでは、プリークネスステークスも制したアイルハヴアナザーの三冠挑戦がかかっていたが、そのアイルハヴアナザーが前日に屈腱炎が見つかって出走を取消、それに押し上げられる形でダービー3着馬のデュラハンが1番人気に、ユニオンラグズが単勝オッズ3.75倍の2番人気になっていた。85,811人の観衆が見守るなか行われたこの競走で、ユニオンラグズはスタートから11頭立ての5番手とやや先団後方につけて道中を進め、コーナーから内側を回りつつ徐々に前へと持ち出し、最後の直線に向いて3番手に出る。そして逃げていたペインターと、同じく追い上げてきたアルガンの2頭に壁を作られるものの、ペインターと柵の間をすり抜けてゴール、クビ差で最後の1冠を手にした。
その後7月29日のハスケルインビテーショナルステークスに向けて調整を行っていたが、左前肢の提靱帯に損傷が見つかり、このため7月20日に引退が宣言された。総合成績は8戦5勝、獲得賞金は1,798,800ドルであった。

## 種牡馬
引退の翌年2013年よりレーンズエンドファームで種牡馬入りし、初年度の種付け料は35,000ドルに設定されていた。2016年4月20日にレディスターダスト（Lady Stardust）がアケダクト競馬場の未勝利戦でユニオンラグズ産駒全体での初勝利を挙げ、さらに同年9月3日にはユニオンストライク（Union Strike）がデルマーデビュータントステークス（G1）で勝利するなどと好調な滑り出しを見せ、2016年度のフレッシュマンリーディングサイアーにおいてもダイアルドインに次ぐ2位にランクインした。以下は主な産駒とそのおもな勝ち鞍。
- パラダイスウッズ Paradise Woods - 2014年生、牝馬。サンタアニタオークス（G1）、ゼニヤッタステークス（G1）。
- ユニオンストライク Union Strike - 2014年生、牝馬。デルマーデビュータントステークス（G1）、ギャラントブルームハンデキャップ（G2）。
- ダンシングラグズ Dancing Rags - 2014年生、牝馬。アルシバイアディーズステークス（G1）。
- カタリーナクルーザー Catalina Cruiser - 2014年生、牡馬。サンディエゴハンデキャップ（G2・連覇）、パットオブライエンステークス（G2）など。
- テキリータ Tequilita - 2014年生、牝馬。フォワードギャルステークス（G2）、チャールズタウンオークス（G3）。
- フリードロップビリー Free Drop Billy - 2015年生、牡馬。ブリーダーズフューチュリティステークス（G1）。
- エクスプレストレイン Express Train - 2017年生、牡馬。サンタアニタハンデキャップ（G1）、サンアントニオステークス（G2）。
- パワースクイーズ Power Squeeze - 2021年生、牝馬。アラバマステークス（G1）、ガルフストリームパークオークス（G2）。

## 血統表
| ユニオンラグズの血統       | ユニオンラグズの血統                                                          | ユニオンラグズの血統                                                          | （血統表の出典）                                                              | （血統表の出典） |
| 父系                       | ノーザンダンサー系                                                            | ノーザンダンサー系                                                            | ノーザンダンサー系                                                            | [ § 2 ]          |
| 父 Dixie Union 黒鹿毛 1997 | 父の父Dixieland Band 鹿毛 1980                                                | Northern Dancer                                                               | Nearctic                                                                      | Nearctic         |
| 父 Dixie Union 黒鹿毛 1997 | 父の父Dixieland Band 鹿毛 1980                                                | Northern Dancer                                                               | Natalma                                                                       |                  |
| 父 Dixie Union 黒鹿毛 1997 | 父の父Dixieland Band 鹿毛 1980                                                | Mississippi Mud                                                               | Delta Judge                                                                   | Delta Judge      |
| 父 Dixie Union 黒鹿毛 1997 | 父の父Dixieland Band 鹿毛 1980                                                | Mississippi Mud                                                               | Sand Buggy                                                                    |                  |
| 父 Dixie Union 黒鹿毛 1997 | 父の母She's Tops 黒鹿毛 1989                                                  | Capote                                                                        | Seattle Slew                                                                  | Seattle Slew     |
| 父 Dixie Union 黒鹿毛 1997 | 父の母She's Tops 黒鹿毛 1989                                                  | Capote                                                                        | Too Bald                                                                      |                  |
| 父 Dixie Union 黒鹿毛 1997 | 父の母She's Tops 黒鹿毛 1989                                                  | She's a Talent                                                                | Mr. Prospector                                                                | Mr. Prospector   |
| 父 Dixie Union 黒鹿毛 1997 | 父の母She's Tops 黒鹿毛 1989                                                  | She's a Talent                                                                | Paintbrush                                                                    |                  |
| 母 Tempo 栗毛 1992         | 母の父Gone West 鹿毛 1984                                                     | Mr. Prospector                                                                | Raise a Native                                                                | Raise a Native   |
| 母 Tempo 栗毛 1992         | 母の父Gone West 鹿毛 1984                                                     | Mr. Prospector                                                                | Gold Digger                                                                   |                  |
| 母 Tempo 栗毛 1992         | 母の父Gone West 鹿毛 1984                                                     | Secrettame                                                                    | Secretariat                                                                   | Secretariat      |
| 母 Tempo 栗毛 1992         | 母の父Gone West 鹿毛 1984                                                     | Secrettame                                                                    | Tamerett                                                                      |                  |
| 母 Tempo 栗毛 1992         | 母の母Terpsichorist 栗毛 1975                                                 | Nijinsky                                                                      | Northern Dancer                                                               | Northern Dancer  |
| 母 Tempo 栗毛 1992         | 母の母Terpsichorist 栗毛 1975                                                 | Nijinsky                                                                      | Flaming Page                                                                  |                  |
| 母 Tempo 栗毛 1992         | 母の母Terpsichorist 栗毛 1975                                                 | Glad Rags                                                                     | *ハイハット                                                                   | *ハイハット      |
| 母 Tempo 栗毛 1992         | 母の母Terpsichorist 栗毛 1975                                                 | Glad Rags                                                                     | Dryad                                                                         |                  |
| 母系(F-No.)                | (FN:13-b)                                                                     | (FN:13-b)                                                                     | (FN:13-b)                                                                     | [ § 3 ]          |
| 5代内の近親交配            | Northern Dancer 3x4=18.75%、Mr.Prospector 4x3=18.75%、Native Dancer 5x5=6.25% | Northern Dancer 3x4=18.75%、Mr.Prospector 4x3=18.75%、Native Dancer 5x5=6.25% | Northern Dancer 3x4=18.75%、Mr.Prospector 4x3=18.75%、Native Dancer 5x5=6.25% | [ § 4 ]          |
| 出典                       | 1. 2. 3. 4.                                                                   | 1. 2. 3. 4.                                                                   | 1. 2. 3. 4.                                                                   | 1. 2. 3. 4.      |

全兄ギーフォー（Geefour、2004年生、騸馬）はラグランデポスハンデキャップ3着の経歴を持つ。呼吸器の異常がもとで活躍できなかったが、ワイスは同馬の能力を高く評価して、再びディキシーユニオンとの配合を行ったという。